# Здание бывшего музея княгини Тенишевой
Здание музея «Русская старина», построенное на средства княгини М. К. Тенишевой  — памятник архитектуры, объект культурного наследия в Смоленске. До революции в нём размещался историко-этнографический музей княгини Марии Клавдиевны Тенишевой; затем — картинная галерея.

## История

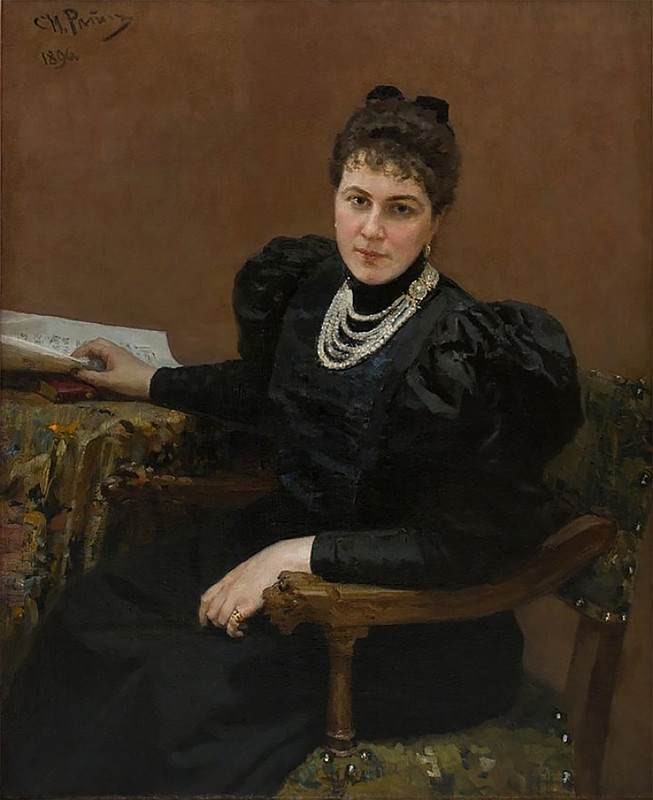
Портрет М. К. Тенишевой (1896) кисти Ильи Репина

Здание музея  «Русская старина» находится неподалёку от центра города, на пересечении улиц Тенишевой и Исаковского. Оно построено в 1903—1905 годах в русском стиле для размещения коллекции княгини Марии Клавдиевны Тенишевой. Эта коллекция, первоначально находившаяся в селе Талашкино, включала несколько тысяч памятников по истории, декоративно-прикладному и народному искусству, иконы, рукописи, оружие.
М.К. Тенишева, стремилась представить на всеобщее обозрение свою коллекцию предметов старины, которые хранились в талашкинской «Скрыне». Княгиня обратилась к смоленскому губернатору Николаю Александровичу Звегинцеву с просьбой передать под музей полуразвалившуюся  Никольскую башню, обещая не нарушать архитектурный облик старинного сооружения при восстановлении.  Но такому решению  воспротивился реставратор древнерусского зодчества Пётр Петрович ПокрышкинТогда  княгиня Е.К. Святополк-Четвертинская предоставила под строительство музея участок земли, приобретенный у трех владельцев в разные годы: в 1896, 1898 и  3 июля 1903 года. Также  пришлось снести двухэтажное деревянное здание, где располагалась художественная мастерская М.К. Тенишевой. В 1905 году М.К. Тенишева разместила свою коллекцию в специально построенном для этой цели здании. 30 мая 1911 года княгиня подарила свою коллекцию Московскому археологическому институту, филиал которого в 1910 году был открыт в Смоленске, а спустя год ему было передано и здание.
Оценивая вклад М.К. Тенишевой в науку директор Московского Археологического института А.И. Успенский сказал: «Дар этот тем более ценен, что в основу музея положена строго научная система. Это драгоценное национальное хранилище, хранилище предметов почти исключительно родной старины и памятников народного искусства».
«Если этот музей есть гордость Смоленска, то женщина, проявившая такую любовь к просвещению, — гордость всей России».

## Архитектура и интерьер
Основным автором проекта был художник Сергей Васильевич Малютин. Сама Тенишева также лично участвовала в проектировании здания совместно с художником Виктором Васнецовым. Наблюдения за постройкой здания вел Иван Федорович Барщевский, им были внесены изменения в проект — здание сделали длиннее на 4 аршина и прибавили крыльцо. Внутреннее расположение залов музея сделано по указаниям Ивана Фёдоровича. Фасады вестибюля оформлены по проекту художников А.П. Зиновьева и В.В. Бекетова. 

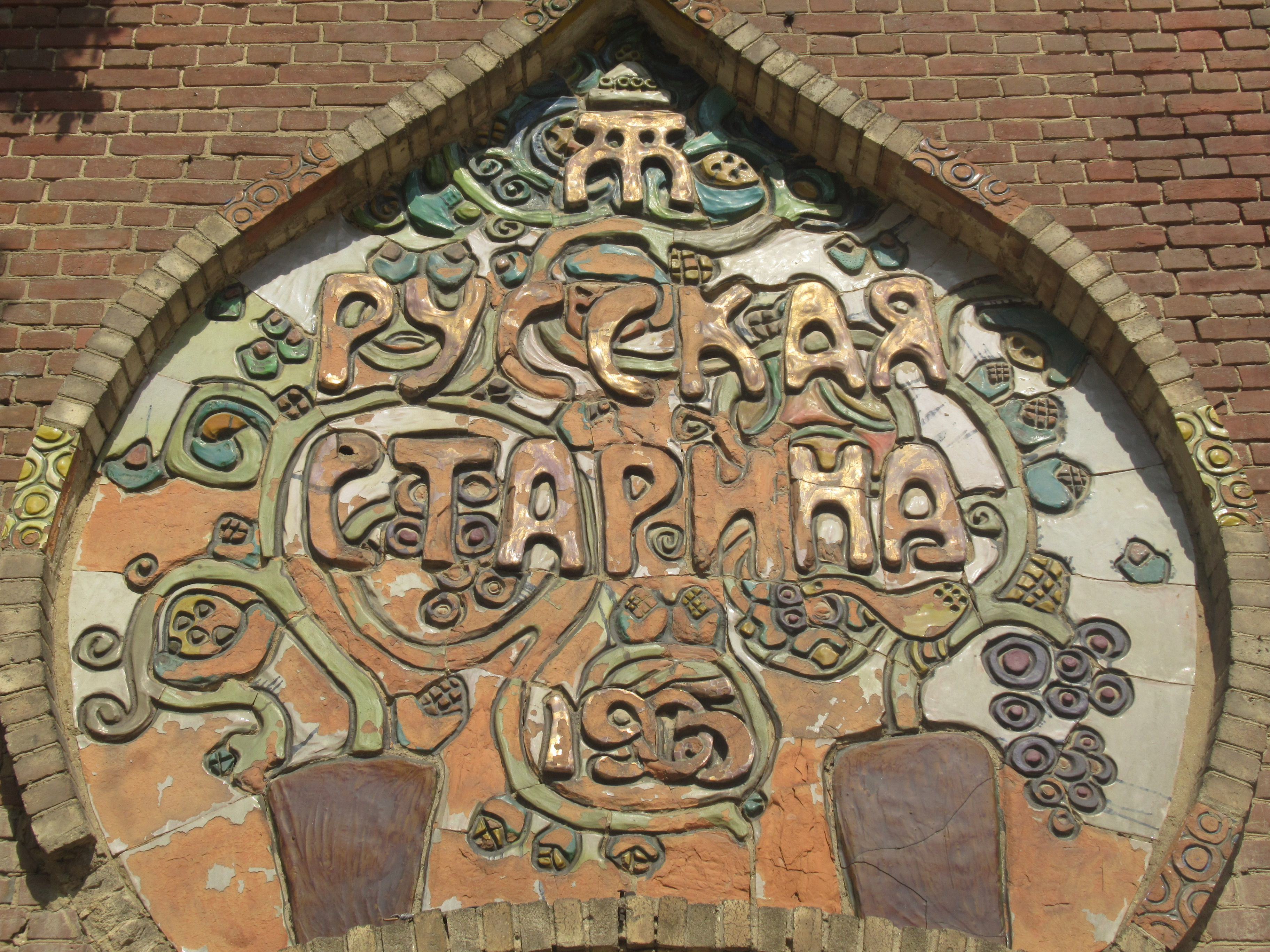
Керамическое панно над входом в музей

Здание музея является одним из лучших произведений русского стиля в Смоленской области. Оно представляет собой двухэтажное здание в форме неправильного прямоугольника с подвалами и мезонином, обращённым на тыльную сторону. С западной стороны к основному объёму здания примыкает пониженный объём вестибюля, фасады которого оформлены по проекту художников Зиновьева и Бекетова. Между цоколем и первым этажом выложен пояс из различных орнаментальных рядов фигурной кирпичной кладки. Фриз, карниз вестибюля и фигурные наличники здания выложены из белого кирпича. В крупный тимпан над главным входом среди растительного орнамента помещены вензель Тенишевой «МТ», дата завершения строительства музея «1905» и надпись «Русская старина». Исследователь Л.С. Журавлева уточняла: «детали керамического панно над входом выполнены мастером завода Глембовецкого Дмитрием Никитичем Алексеенковым, чьими работами Мария Клавдиевна восхищалась. Художественное решение панно над входом разработал А.П. Зиновьев».
Цветовую гамму изначально довершали цветные стёкла и черепичная кровля. Помещения внутри здания представляют собой 8 больших экспозиционных залов, которые перекрыты кирпичными сводиками по балкам без дверных полотнищ.

Музей Тенишевой на дореволюционных открытках
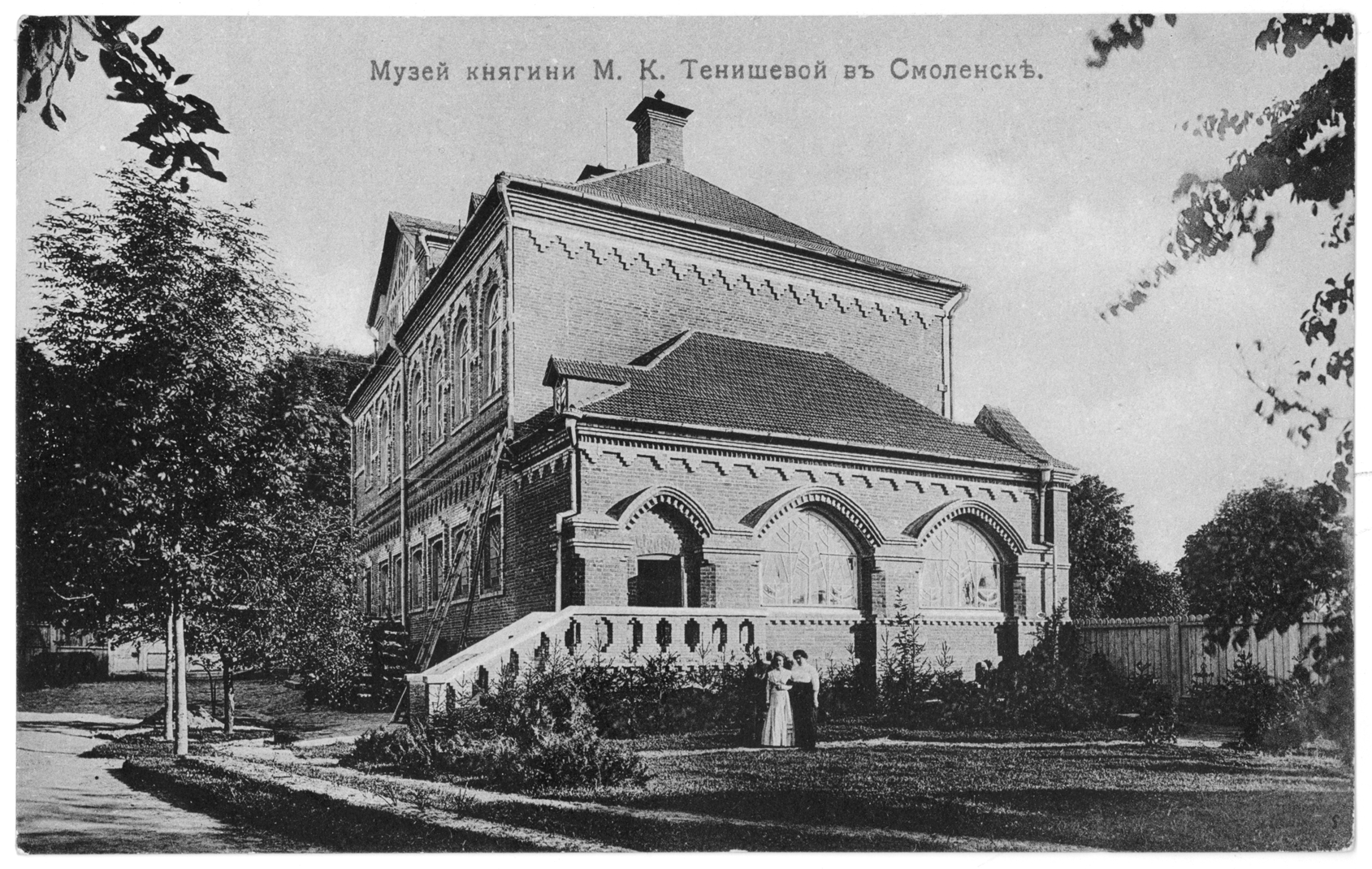
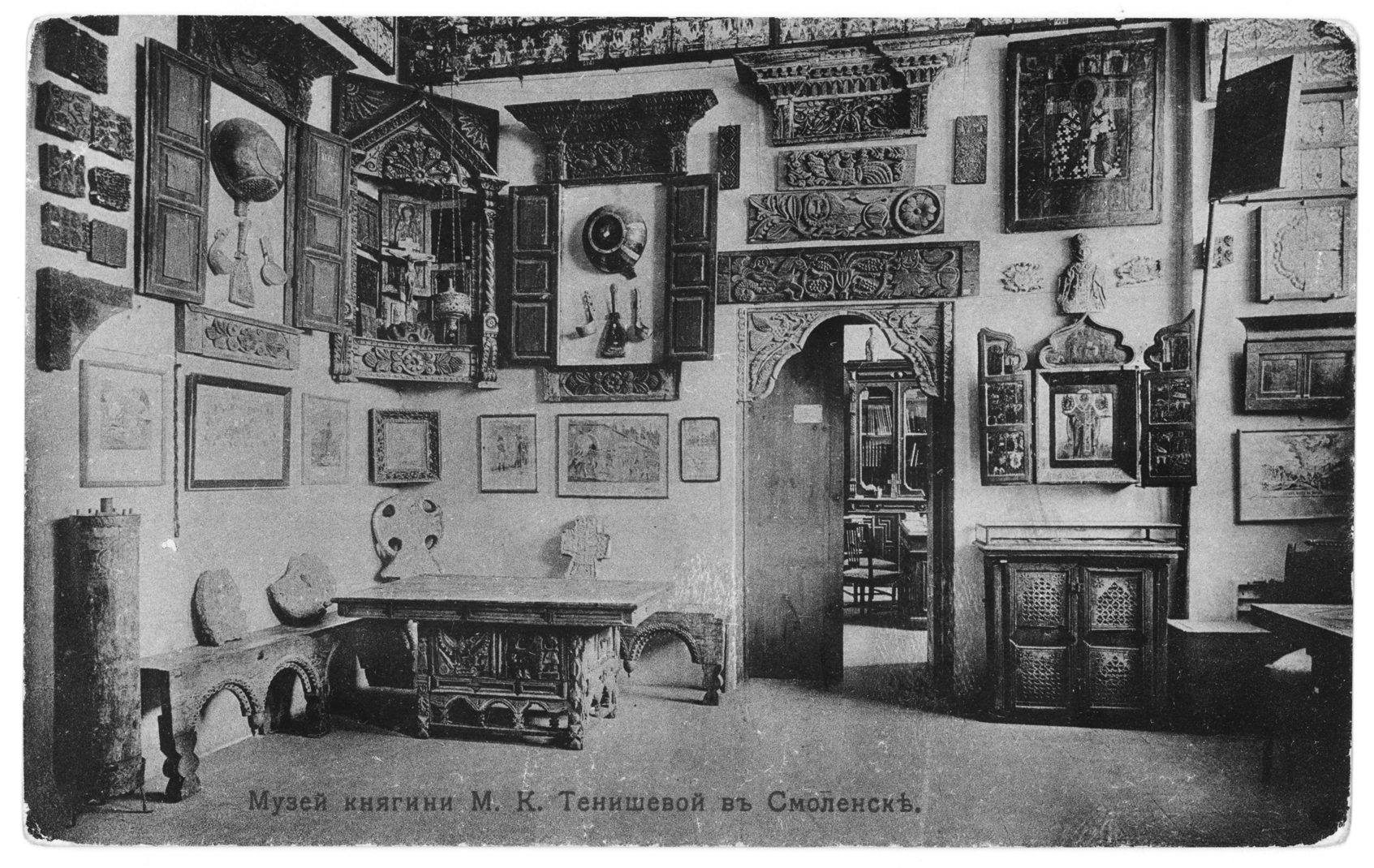
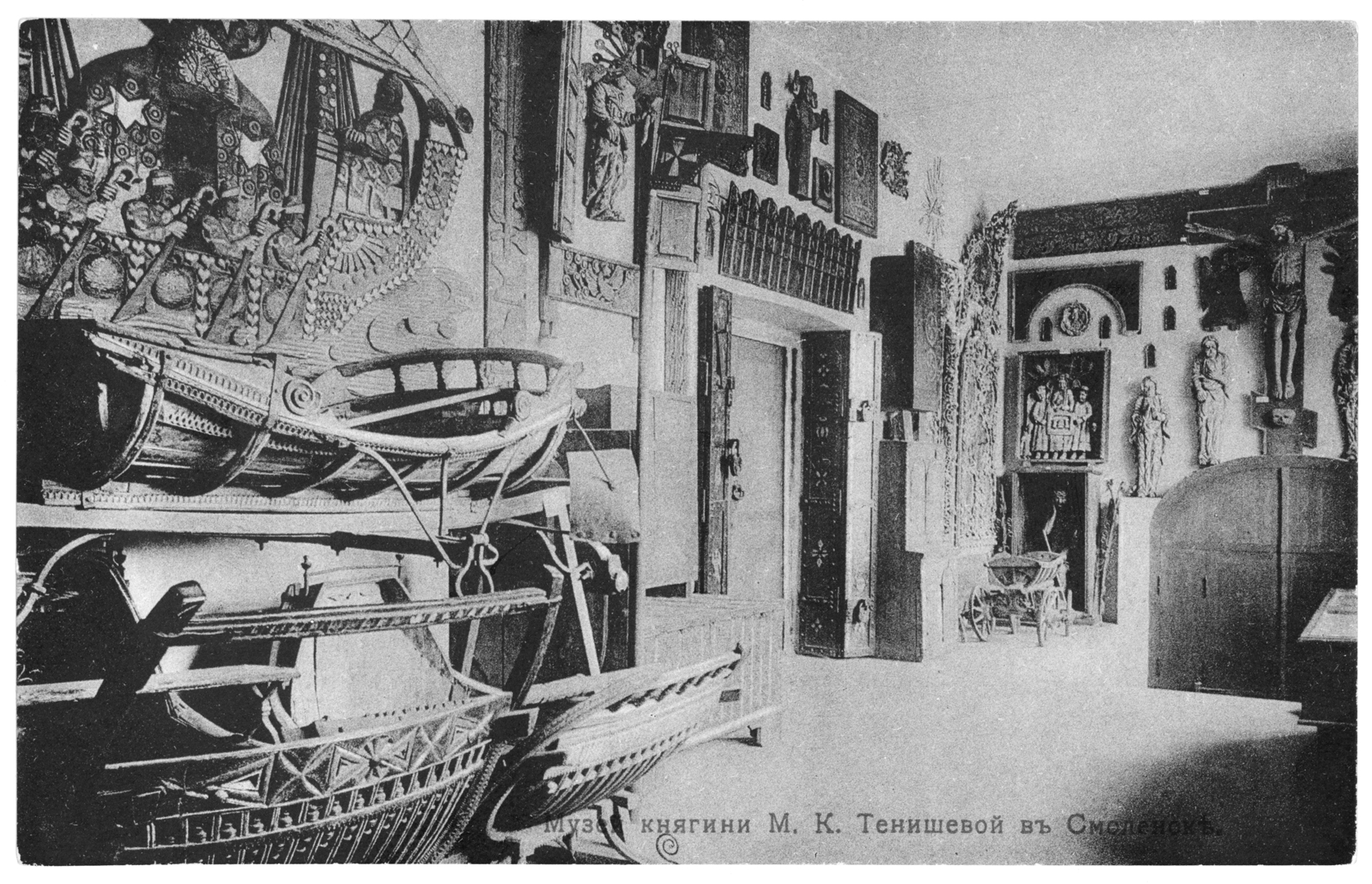
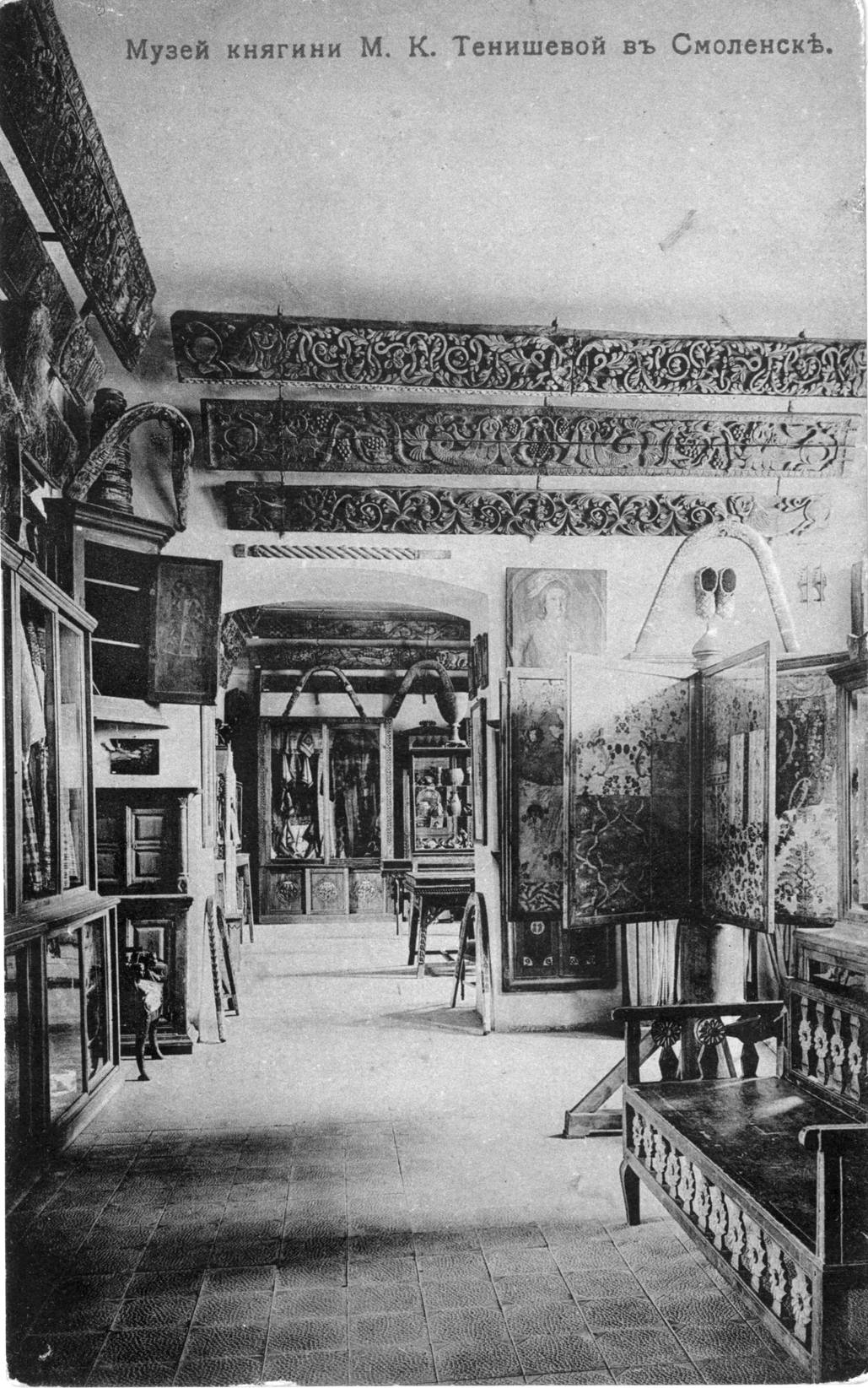

Революционные события 1905 — 1907 гг. вынудили владелицу отложить открытие музея, которое состоялось 25 октября 1909 г.
После революции  1917 г. имущество музея было национализировано. В мае 1920 года в здании бывшей губернской земской управы (ныне — здание администрации Смоленска) открылась художественная галерея, которая в 1931 году была объединена с историко-этнографическим музеем, размещена в здании музея Тенишевой и получила название Музея изобразительных искусств имени Надежды Константиновны Крупской.
До 2010 года Смоленская художественная галерея находилась в здании музея «Русская старина». А с 2010 года в здании «Русская старина» размещался музей «Смоленский лён», однако впоследствии он переехал в Никольскую башню.
Несмотря на то, что в годы Великой Отечественной войны пострадали многие коллекции Смоленского музея, в том числе и тенишевское наследие, но даже то, что удалось сберечь, позволило вновь, более чем через столетие, открыть в стенах музея «Русская старина» экспозицию народного и декоративно-прикладного искусства.

## Открытие воссозданного музея «Русская старина»
6 октября 2022 года воссозданный музей «Русская старина» открыл свои двери для посетителей.

В данное время музей «Русская старина» являлся отделом ОГБУК «Смоленский государственный музей-заповедник». 

Фрагменты экстерьера (наши дни)
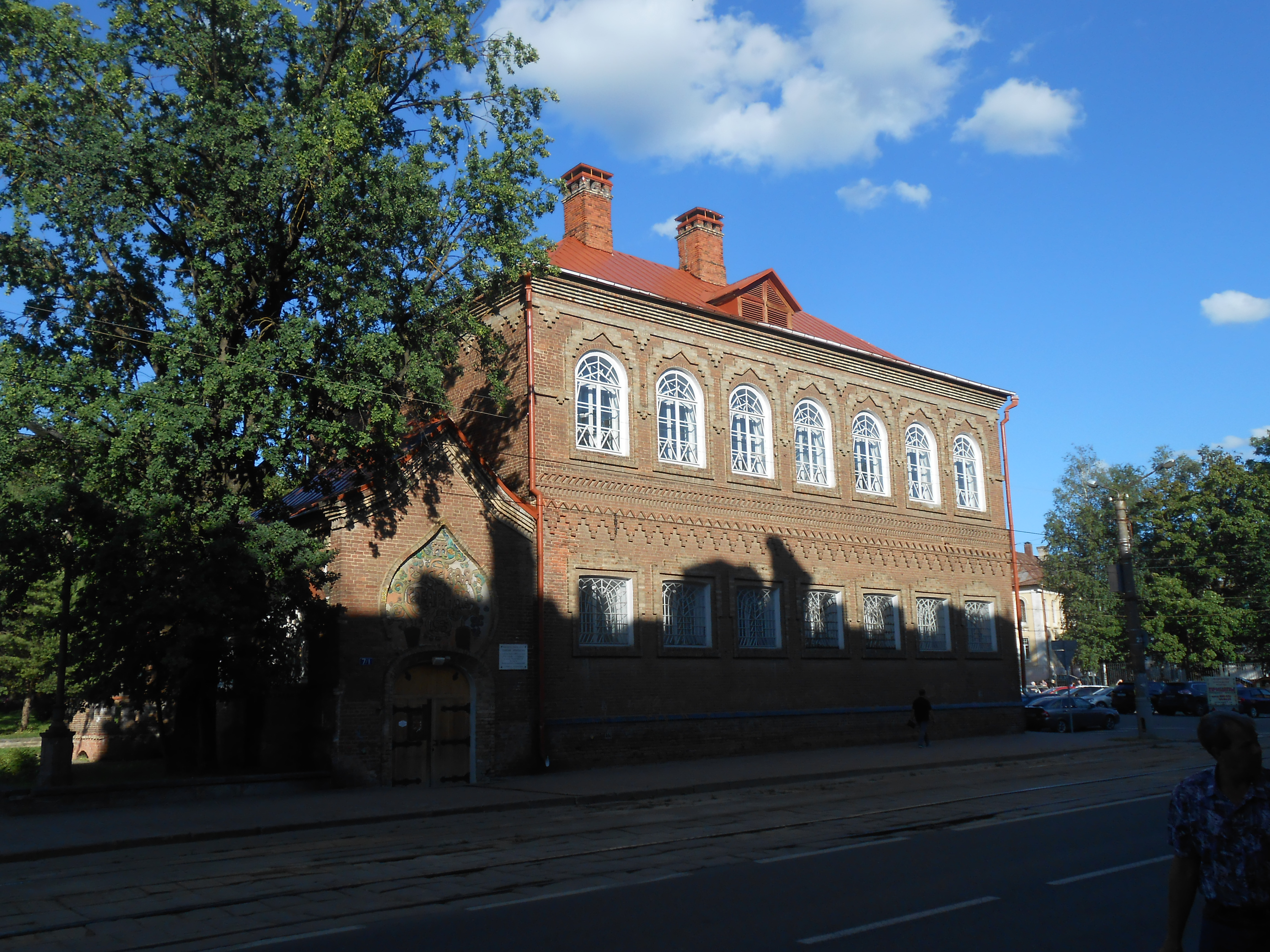
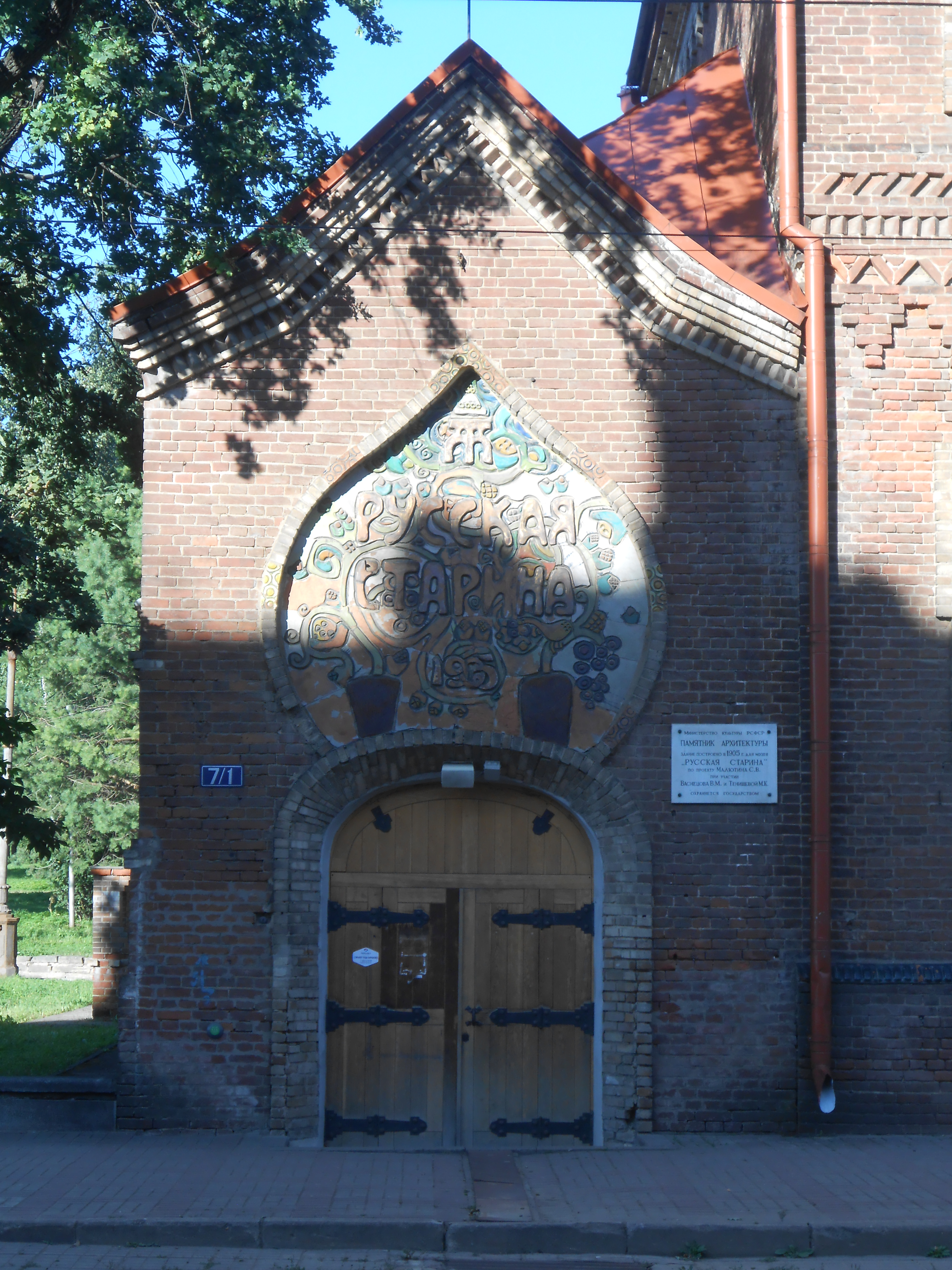
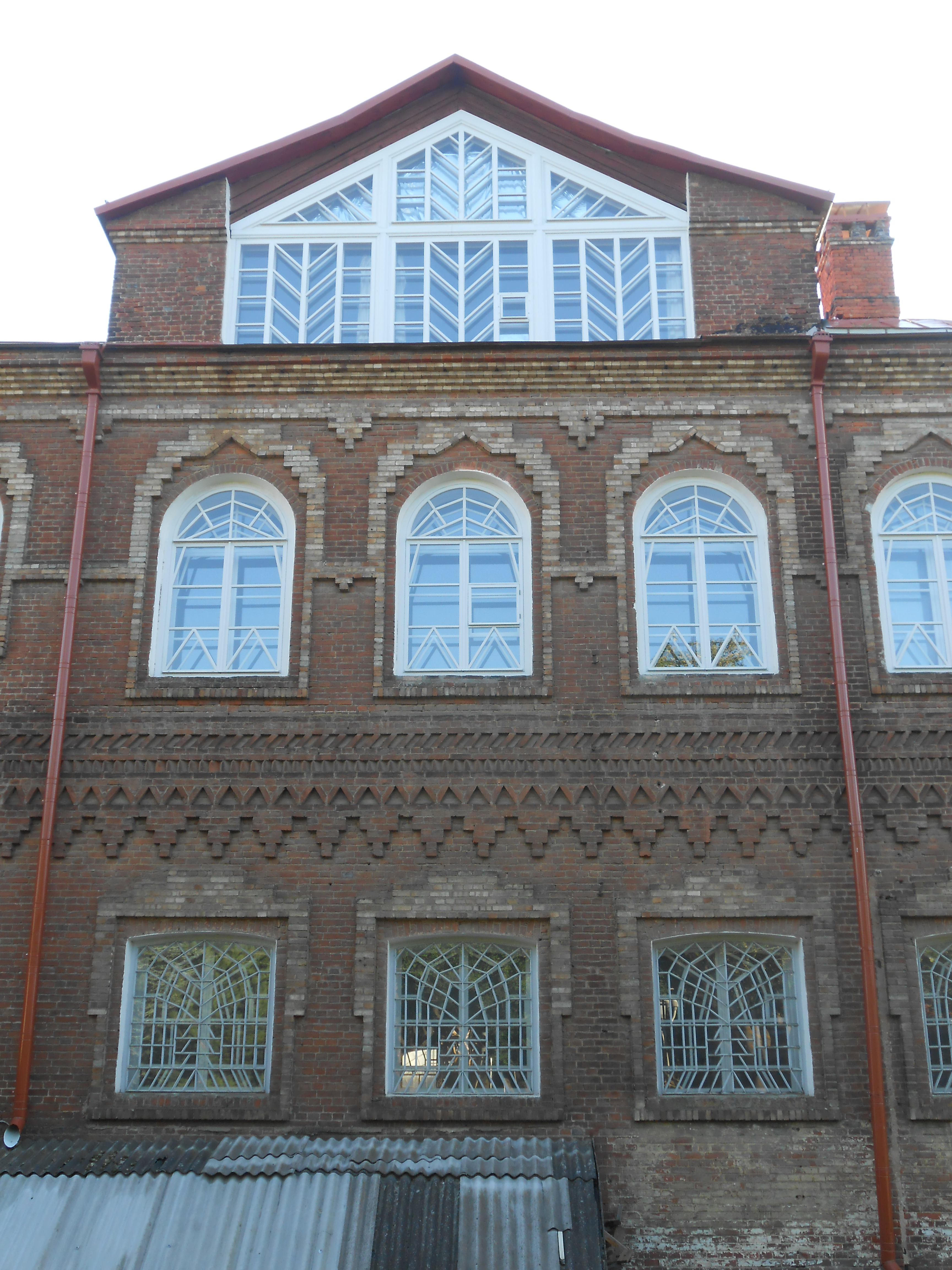
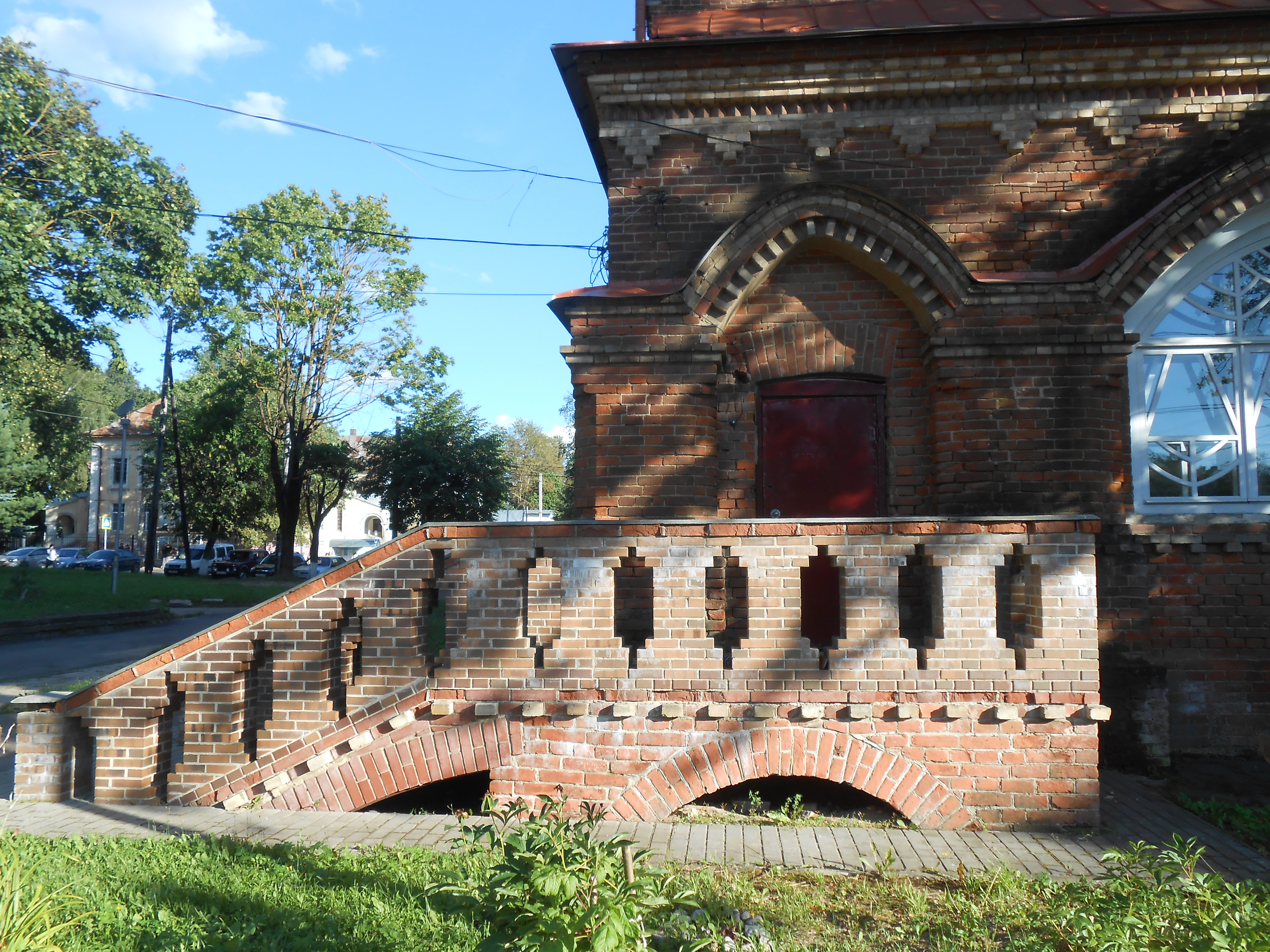
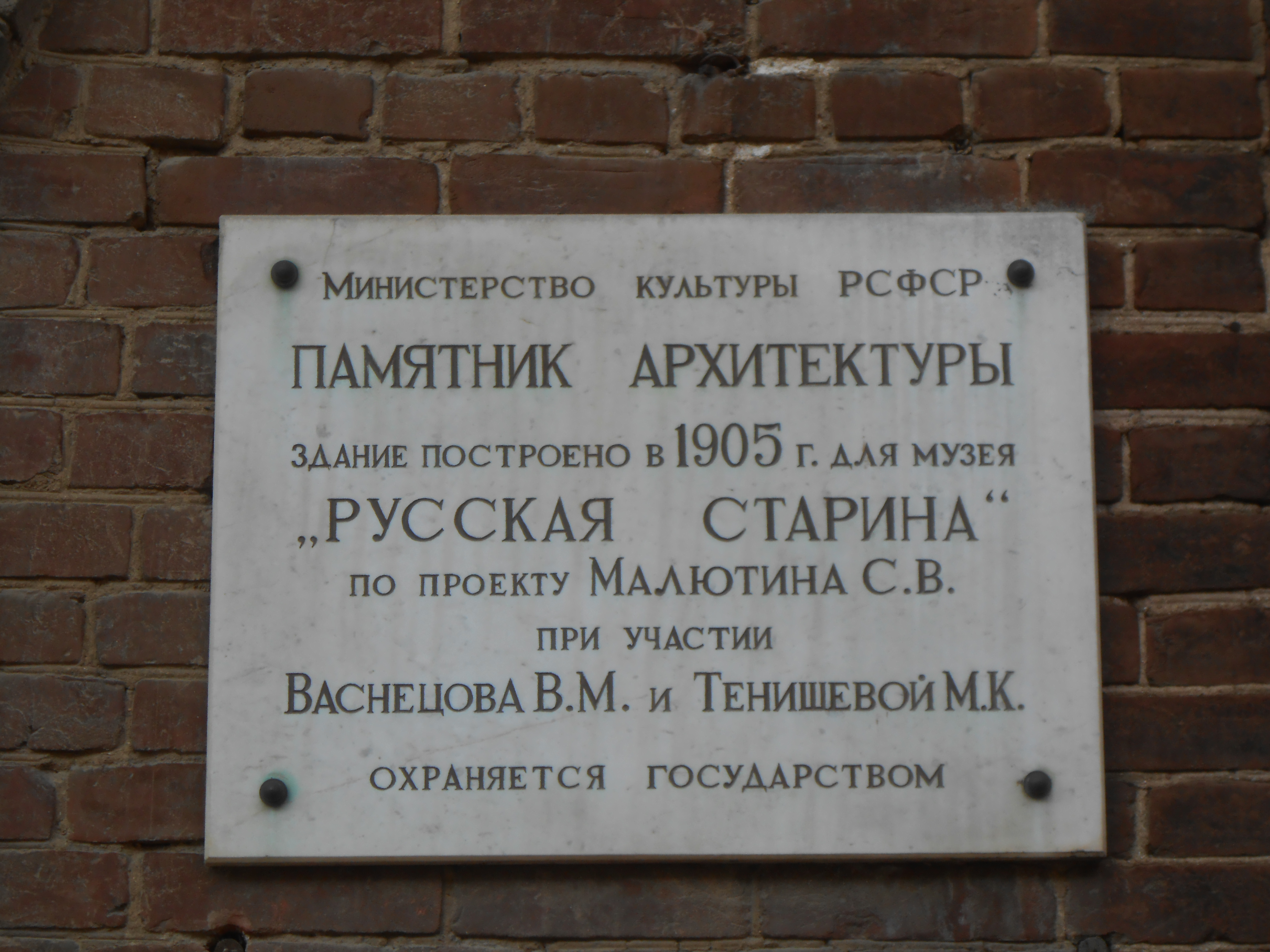